# 長岡千里

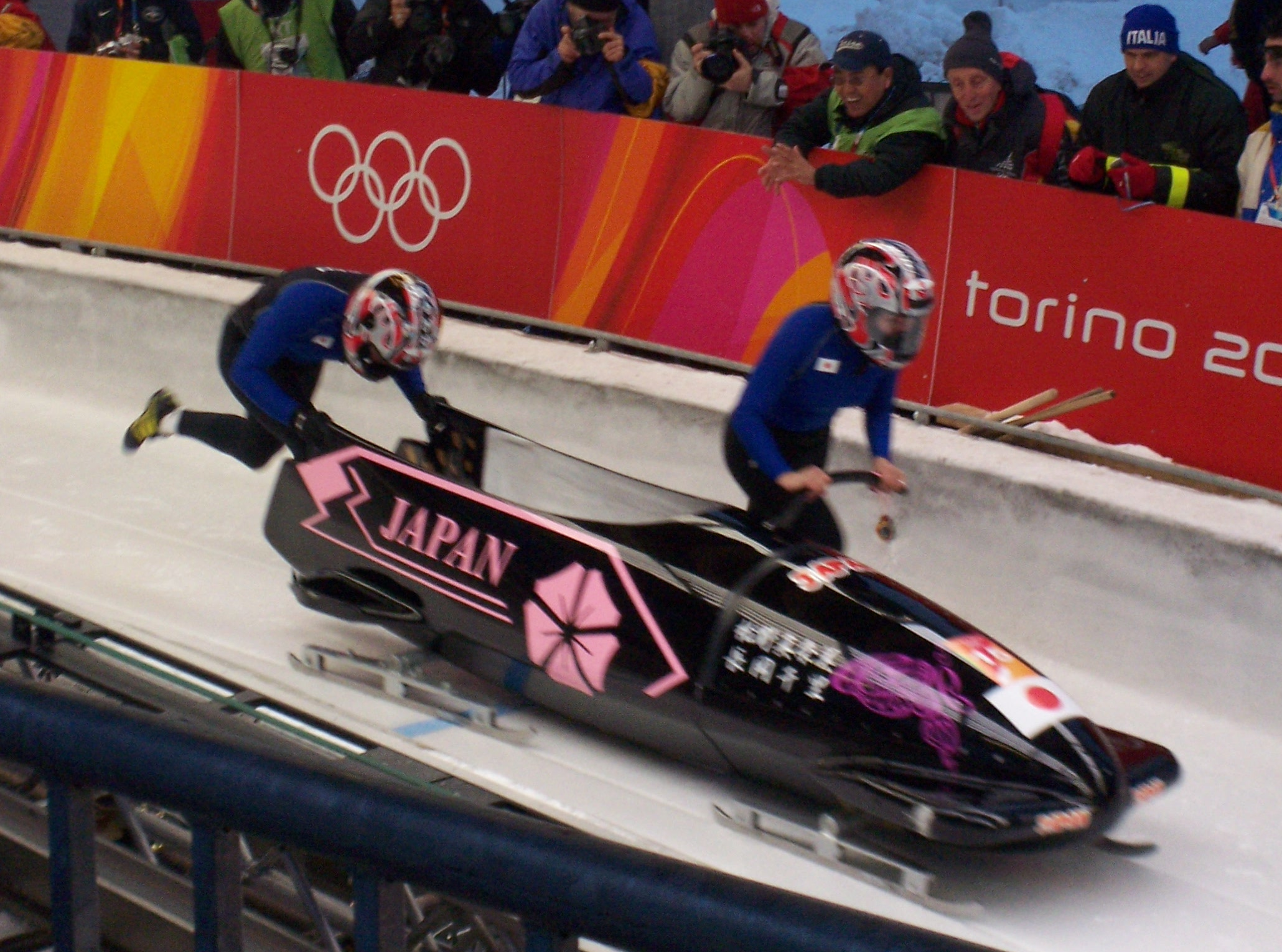
2006年トリノ冬季オリンピックにおける長岡千里と日野真奈美

長岡 千里（ながおか ちさと、1976年4月5日 - ）は、日本の女子ボブスレー選手。兵庫県姫路市出身。2006年トリノオリンピック出場。
NISグループ（旧・株式会社ニッシン）所属。
2014年から秋葉原に本社がある廣瀬無線電気（株）勤務。

## 経歴・エピソード
姫路市（旧飾磨郡夢前町）で育った。姫路市立前之庄小学校・姫路市立鹿谷中学校卒業・兵庫県立姫路商業高等学校・天理大学体育学部卒業。
2006年トリノ冬季五輪ボブスレーの日本代表の出場が危ぶまれた際、
日本テレビ系、ザ!情報ツウに生電話出演。司会の峰竜太と会話。オリンピックに出場したい旨を訴えた。
その後、念願叶って桧野真奈美と共にトリノ冬季五輪ボブスレー日本代表として出場。
ボブスレー女子2人乗りの結果は15位。
2006-2007シーズン全日本ボブスレー選手権大会で優勝。
母校である姫路市立前之庄小学校や兵庫県立姫路商業高等学校で講演を行った。
また、夢前町中央公民館で行われた講演は地元のCATVゆめさきで放送された。